# 인간의 성
인간의 성(人間-性)은 사람들이 성적으로 자신을 경험하고 표현하는 방식을 말한다. 이는 생물학적, 심리학적, 신체적, 성애적, 감정적, 사회적, 영적 감정과 행동을 포함한다. 이는 광범위한 용어이며 시간에 따라 역사적 맥락과 함께 변화해 왔기 때문에 정확한 정의가 없다. 성의 생물학적, 신체적 측면은 주로 인간의 성반응 주기를 포함한 인간의 생식 기능과 관련이 있다.
개인의 성적 지향은 이성 및 동성에 대한 성적 관심의 패턴이다. 성의 신체적, 감정적 측면에는 사랑, 신뢰, 돌봄의 깊은 감정이나 신체적 표현으로 나타나는 개인 간의 유대가 포함된다. 사회적 측면은 인간 사회가 개인의 성에 미치는 영향을 다루며, 영성은 개인의 다른 이들과의 영적 연결을 다룬다. 성은 또한 삶의 문화적, 정치적, 법적, 철학적, 도덕적, 윤리적, 종교적 측면에 영향을 미치고 영향을 받는다.
성적 활동에 대한 관심은 일반적으로 개인이 사춘기에 도달했을 때 증가한다. 성적 지향의 원인에 대한 어떤 단일 이론도 아직 광범위한 지지를 얻지 못했지만, 특히 남성의 경우 성적 지향의 비사회적 원인을 지지하는 증거가 사회적 원인을 지지하는 증거보다 상당히 더 많다. 가설로 제시된 사회적 원인들은 오직 약한 증거에 의해 지지될 뿐이며, 다수의 혼란 변수에 의해 왜곡되어 있다. 이는 동성애에 관대한 문화권에서도 동성애 비율이 유의미하게 높지 않다는 문화 간 증거에 의해 더욱 뒷받침된다.
인간의 짝짓기, 생식 및 생식 전략에 대한 진화론적 관점과 사회학습 이론은 성에 대한 추가적인 견해를 제공한다. 성의 사회문화적 측면에는 역사적 발전과 종교적 신념이 포함된다. 일부 문화는 성적으로 억압적이라고 묘사되어 왔다. 성에 대한 연구는 또한 사회 집단 내에서의 인간의 정체성, 성매개감염병(STIs), 피임을 포함한다.

## 발달

### 성적 지향
성적 지향에 대해서는 학습된 원인보다 선천적 원인을 지지하는 증거가 상당히 더 많으며, 특히 남성의 경우 더욱 그러하다. 이러한 증거에는 동성애와 아동기 젠더 비순응성의 문화 간 상관관계, 쌍둥이 연구에서 발견된 중간 정도의 유전적 영향, 뇌 구조에 대한 출생 전 호르몬 효과의 증거, 형제 출생 순서 효과, 그리고 드문 경우이지만 신체적 차이나 기형으로 인해 여아로 양육된 남아들이 그럼에도 불구하고 여성에게 끌리게 되었다는 발견 등이 포함된다. 가설로 제시된 사회적 원인들은 오직 약한 증거에 의해 지지될 뿐이며, 다수의 혼란 변수에 의해 왜곡되어 있다.
문화 간 증거 역시 비사회적 원인을 더 지지한다. 동성애에 매우 관대한 문화권에서도 동성애 비율이 유의미하게 높지 않다. 영국의 동성 기숙학교에서 남학생들 사이의 동성애적 행동은 비교적 흔하지만, 그러한 학교를 다닌 성인 영국인들이 그렇지 않은 이들보다 동성애적 행동에 더 많이 참여하지는 않는다. 극단적인 예로, 삼비아족은 의례적으로 청소년기 남자아이들에게 여성에 대한 접근권이 주어지기 전에 동성애적 행동에 참여할 것을 요구하지만, 이 아이들 대부분은 이성애자가 된다.
동성애를 유발하는 유전자가 유전자 풀에 왜 계속 존재하는지는 완전히 이해되지 않았다. 한 가설은 친족 선택과 관련이 있는데, 이는 동성애자들이 직접적으로 덜 번식하는 대신 친족에게 충분히 많은 투자를 한다는 것이다. 이 가설은 서구 문화권 연구에서는 지지되지 않았지만, 사모아에서 수행된 몇몇 연구에서는 일부 지지를 받았다. 또 다른 가설은 성적 대립 유전자와 관련이 있는데, 이는 남성에게서 발현될 때 동성애를 유발하지만 여성에게서 발현될 때는 번식을 증가시킨다는 것이다. 서구 및 비서구 문화권에서 수행된 연구들은 이 가설에 대한 지지를 발견했다.

### 성별 차이
인간의 성에 있어서 성별 차이의 발달과 표현에 관한 심리학적 이론들이 존재한다. 이들 중 다수(신분석학적 이론, 사회생물학적 이론, 사회학습 이론, 사회적 역할 이론, 각본 이론 등을 포함)는 남성이 여성보다 일시적 성관계(안정적이고 헌신적인 관계, 예를 들어 혼인 외의 성관계)를 더 승인하고 더 문란할 것(성적 파트너의 수가 더 많을 것)이라고 예측한다는 점에서 일치한다. 이러한 이론들은 대체로 미국에서 관찰된 결혼 전 일시적 성관계에 대한 남성과 여성의 태도 차이와 일치한다. 성적 만족도, 구강성교의 발생률, 동성애와 자위행위에 대한 태도 등 인간의 성의 다른 측면들은 남성과 여성 사이에 거의 또는 전혀 관찰된 차이가 없다. 성적 파트너의 수에 관해 관찰된 성별 차이는 미미하며, 남성이 여성보다 약간 더 많은 경향이 있다.

## 생물학적 및 생리학적 측면
인간의 생식 체계에 관한 주요 내용
다른 포유류와 마찬가지로, 인간은 주로 남성 또는 여성으로 구분된다.
인간의 성(性)에 관한 생물학적 측면은 생식계, 성반응 주기, 그리고 이러한 측면들에 영향을 미치는 요인들을 다룬다. 또한 유기적 및 신경학적 반응, 유전, 호르몬 문제, 성 정체성 문제, 성기능 장애 등 성(性)의 다른 측면들에 대한 생물학적 요인들의 영향도 다룬다.

### 신체 해부학 및 생식
남성과 여성은 해부학적으로 유사하며, 이는 어느 정도 생식계의 발달에도 해당된다. 성인이 되면, 그들은 성행위를 수행하고 생식할 수 있게 하는 서로 다른 생식 메커니즘을 가지게 된다. 남성과 여성은 약간의 차이는 있지만 성적 자극에 대해 유사한 방식으로 반응한다. 여성은 월간 생식 주기를 가지는 반면, 남성의 정자 생산 주기는 더 지속적이다.

#### 뇌
시상하부는 성기능에 있어 뇌에서 가장 중요한 부분이다. 이는 변연계로부터 입력을 받는 여러 신경 세포체 그룹으로 구성된 뇌 기저부의 작은 영역이다. 연구에 따르면 실험동물에서 시상하부의 특정 영역을 파괴하면 성행동이 제거된다고 한다. 시상하부가 중요한 이유는 그 아래에 위치한 뇌하수체와의 관계 때문이다. 뇌하수체는 그 자체와 시상하부에서 생성된 호르몬을 분비한다. 이 네 가지 중요한 성 호르몬은 옥시토신, 프로락틴, 여포자극호르몬, 황체형성호르몬이다.
때때로 "사랑의 호르몬"이라고 불리는 옥시토신은 성교 중 오르가슴에 도달했을 때 양성 모두에서 분비된다. 옥시토신은 친밀한 관계를 유지하는 데 필요한 사고와 행동에 중요한 역할을 한다고 제안되어 왔다. 이 호르몬은 또한 여성이 출산하거나 모유 수유를 할 때 분비된다. 프로락틴과 옥시토신은 여성의 모유 생산을 유도하는 역할을 한다. 여포자극호르몬(FSH)은 여성의 배란을 담당하며 난자의 성숙을 촉발하는 작용을 하며, 남성에서는 정자 생산을 자극한다. 황체형성호르몬(LH)은 배란, 즉 성숙한 난자의 방출을 촉발한다.

#### 남성 해부학 및 생식계
남성은 생식과 성교를 담당하는 내부 및 외부 생식기를 모두 가지고 있다. 정자(精子) 생산 또한 주기적이지만, 여성의 배란 주기와는 달리 정자 생산 주기는 지속적으로 매일 수백만 개의 정자를 생산한다.

##### 외부 남성 해부학
외부 남성 생식기는 음경과 음낭으로 구성된다.
음경은 정자와 소변이 통과하는 통로 역할을 한다. 음경은 신경, 혈관, 섬유 조직 및 세 개의 평행한 해면체 조직으로 이루어져 있다. 음경의 다른 구성 요소로는 음경 몸통, 귀두, 음경 뿌리, 음경해면체 및 요도해면체가 있다. 혈관으로 가득 찬 세 개의 원통형 해면체 조직이 음경 몸통의 길이를 따라 뻗어 있다. 음경 상부에 나란히 위치한 두 줄의 몸통은 음경해면체이다. 세 번째 몸통인 요도해면체는 다른 몸통들 아래 중앙에 위치한 관으로, 끝 부분이 팽창하여 음경의 끝부분(귀두)을 형성한다. 성적 흥분 시 이러한 몸통들이 혈액으로 채워져 음경을 발기시킨다.
음경 몸통과 귀두의 경계에 있는 융기된 테두리를 귀두관이라고 한다. 요도는 방광과 음경을 연결하며, 소변은 요도구멍을 통해 음경 밖으로 배출된다. 요도는 소변을 배출하고 성교 중 정액과 정자가 체외로 나가는 통로 역할을 한다. 음경 뿌리는 음경해면체의 확장된 끝부분으로 구성되어 있으며, 이는 퍼져나가 음경각을 형성하고 치골에 부착된다. 또한 요도해면체의 확장된 끝부분도 포함한다. 음경의 구부는 망울해면체근으로 둘러싸여 있고, 음경해면체는 궁둥해면체근으로 둘러싸여 있다. 이 근육들은 배뇨와 사정을 돕는다. 음경에는 일반적으로 귀두를 덮고 있는 포피가 있으며, 이는 때때로 의학적, 종교적 또는 문화적 이유로 포경수술을 통해 제거되기도 한다. 음낭에서는 고환이 신체로부터 떨어져 있는데, 이는 정자가 정상 체온보다 약간 낮은 환경에서 생성될 수 있도록 하기 위함일 수 있다.
음경은 근육 조직이 매우 적으며, 이는 그 뿌리에 존재한다. 음경 몸통과 귀두에는 근섬유가 없다. 대부분의 다른 영장류와 달리 인간 남성에게는 음경골이 없다.

##### 내부 남성 해부학

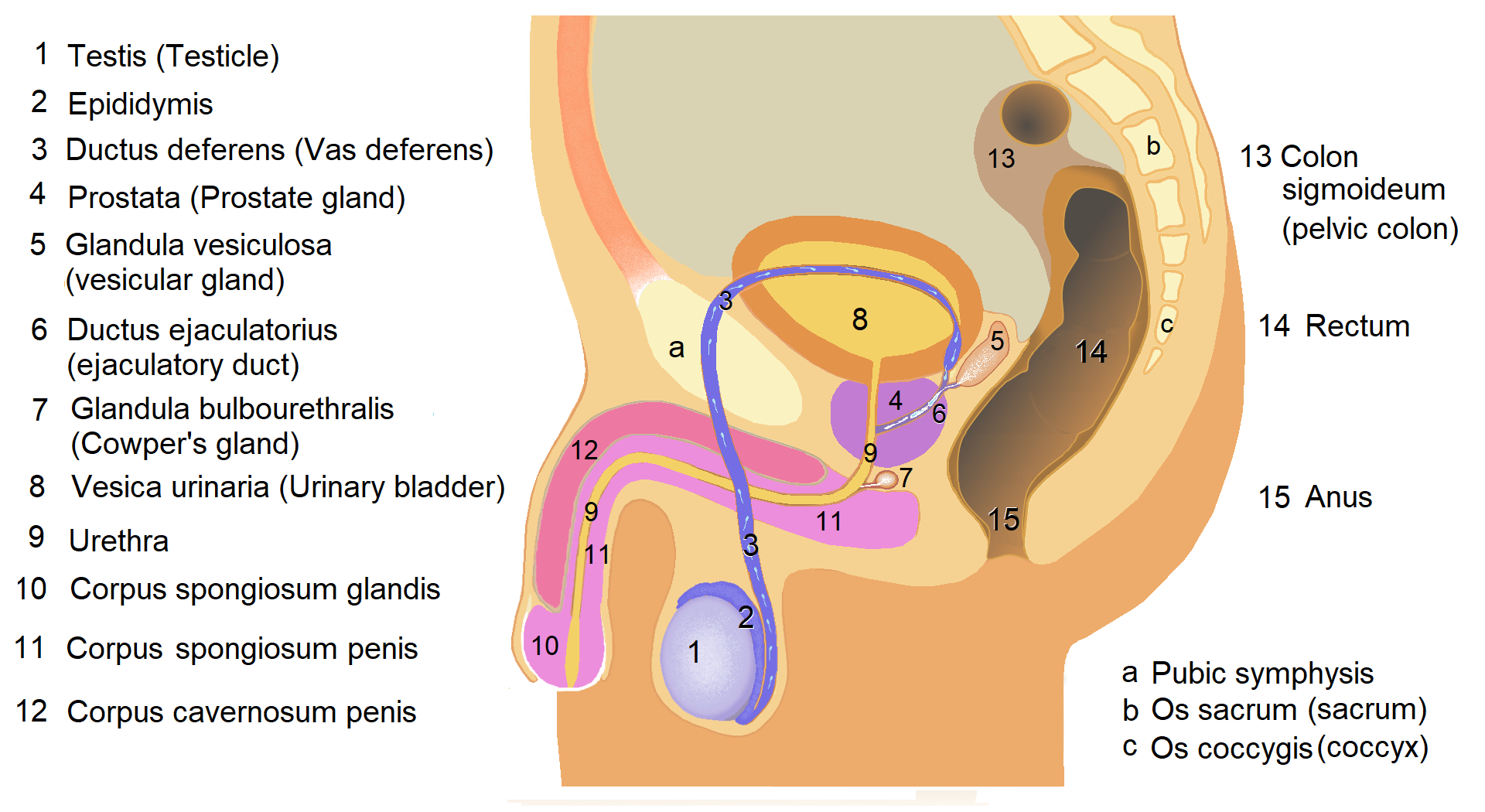
남성의 생식계

남성의 내부 생식 구조는 고환, 관 체계, 전립샘과 정낭, 망울요도샘으로 구성된다.
고환(남성 생식샘)은 정자와 남성 호르몬이 생성되는 곳이다. 수백 개의 세정관에서 매일 수백만 개의 정자가 생산된다. 세정관 사이에 위치한 라이디히세포는 안드로겐이라 불리는 호르몬을 생산하는데, 이는 테스토스테론과 인히빈으로 구성된다. 고환은 정삭에 의해 지지되는데, 정삭은 혈관, 신경, 정관 및 온도 변화와 성적 흥분에 반응하여 고환을 올리고 내리는 데 도움을 주는 근육을 포함하는 관 모양의 구조물이다. 성적 흥분 시 고환은 신체에 더 가까이 당겨진다.
정자는 네 부분으로 구성된 관 체계를 통해 이동한다. 이 체계의 첫 번째 부분은 부고환이다. 고환은 각 고환의 상부와 후면에 있는 코일 모양의 관인 세정관을 형성하기 위해 수렴한다. 관 체계의 두 번째 부분은 수정관으로, 부고환의 하단에서 시작하는 근육질의 관이다. 수정관은 고환 옆을 따라 위로 올라가 정삭의 일부가 된다. 확장된 끝부분은 정자를 사정 전에 저장하는 정관팽대부이다. 관 체계의 세 번째 부분은 사정관으로, 2.5cm 길이의 쌍을 이룬 관이 정액이 생성되는 전립샘을 통과한다. 전립샘은 소변과 정액을 운반하는 요도의 첫 부분을 둘러싸고 있는 단단한 밤 모양의 기관이다. 여성의 G스팟과 유사하게, 전립샘은 성적 자극을 제공하며 항문 성교를 통해 오르가슴에 이르게 할 수 있다.
전립샘과 정낭은 정자와 섞여 정액을 만드는 전립샘액과 정낭액을 생산한다. 전립샘은 방광 아래와 직장 앞에 위치한다. 이는 두 개의 주요 영역으로 구성되는데, 남성 요도의 내벽을 촉촉하게 유지하는 분비물을 생산하는 내부 영역과 정액의 통과를 용이하게 하는 액체를 생산하는 외부 영역이다. 정낭은 정자의 활성화와 운동성을 위한 과당, 자궁을 통한 이동을 돕는 자궁 수축을 유발하는 프로스타글란딘, 질의 산성도를 중화하는 데 도움이 되는 염기를 분비한다. 망울요도샘 또는 요도구샘은 전립샘 아래에 있는 두 개의 완두콩 크기의 구조물이다.

## 인간의 성을 소재로 한 작품
- 14세의 어머니
- 어른들은 모르는 고딩엄빠

## 같이 보기
- 성과학
- 아동의 성
- 청소년의 성
- 성 선택
- 사랑
- 성적 흥분
- 오르가슴
- 성교

## 참고 자료
- Rathus, Spencer A.; Nevid, Jeffrey S.; Fichner-Rathus, Lois; Herold, Edward S. & McKenzie, Sue Wicks (2005). 《Human sexuality in a world of diversity》 2판. New Jersey, USA: Pearson Education. 206쪽. ISBN 1-205-46013-5 |isbn= 값 확인 필요: checksum (도움말).